# CA Atenas (San Carlos)
CA Atenas is een Uruguayaanse voetbalclub uit San Carlos. 
De club speelde in 2002 voor het eerst in de hoogste klasse. In 2009 promoveerde de club naar de hoogste klasse voor één seizoen. 

## Bekende spelers
- Santiago "Ortega" Bello
- Martín Campaña
- Luis Alberto Celabe
- Gastón Cellerino
- Fabián Cesaro
- Fernando Clavijo
- Álvaro Fernández
- Mateo Figoli
- Derlis Florentín
- Pablo Muniz Larrosa
- Nasa
- Richard Pérez
- Miguel Ximénez
- Fabián Yantorno